# 清明節
清明節（琉球為清明祭）是東亞的傳統節日，它是在農曆中第5個節氣的第1天。清明節的時間為春分（也稱春分点）後的第15天，即4月4日、5日或6日其中1天。

## 節日活動

### 掃墓
活動之一是祭祀祖先的墓地。他們在那里烧纸祭祀他们已故的祖先。通常情况下，使用货币、汽车和衣服的紙製品，但也可以看到各种纸製人物。

### 踏青或行青
另一項中國傳統節日活動是去綿山，那裡是清明節的搖籃。它位於山西省中部的介休市，在太原以南137公里和臨汾以北125公里處。舊時曾以清明節稱「踏青節」。清初潘榮陛撰寫的《帝京歲時紀勝·歲時雜戲》也詳細介紹了清明節期間掃墓和遊玩的場景：「清明掃墓，傾城男女，紛出四郊，提酌挈盆，輪轂相望。各攜紙鳶線軸，祭掃畢，即於墳前施放較勝」。

### 放風箏
清明節期間，放風箏也是一項受歡迎的活動。在清明節期間，人們不僅在白天放，而且在晚上也放。到了晚上，在風箏下或風箏繩上掛著一串串像閃爍的星星一樣的彩色燈籠，被稱為「神燈」。過去，有些人把風箏放上藍天，然後剪斷線，讓微風把它們帶到天涯海角，據說這樣可以消除疾病，帶來好運。

## 各地情況

### 中國大陸
2008年开始，清明节放假一天。

#### 山西
山西旧有“清明细雨催人哀，漠漠墦头野花开，手端祭品肩扛锹，都为先坟上土来”的絕句，生动地概括了时人的心情与扫墓的特点。春天，民间多修补房舍，以防夏季雨漏。由活人联想到死人，田间坟头经过风吹雨淋，往往塌陷低落。清明时节上坟，最大的特点就是铲除坟头杂草，用新土将坟堆加高加固，习惯称为整修阴宅，表现了儿孙对先人的哀思。
山西南部地区，人家不论贵贱贫富，上坟时男女都到，表示所有后代都在怀念祖先。北部地区上坟多是男子的事情，妇女一般不到坟墓。大同、平遥等地，是日傍晚，旧俗妇女们要在大门外放声大哭，“阖村哀声连一片，传入耳中都是悲”。山西南部多数地方上坟时不燃香、不化纸，要将白色墓紙等物悬挂坟头，有“清明坟头一片白”的说法。原因是寒食节习惯禁火，而清明节又在寒食节期间。
山西北部多数地方却要将冥钱等物全部烧尽，因为不烧尽就转不到先人手里。大同等地又习惯白日上坟，晚上在家中焚烧冥钱冥帛。
晋西北的河曲等地，旧俗上坟要带酒肴，祭毕祖先，便在坟地里饮食，意寓与先人共饮共食。晋南的闻喜等地，上坟时要用嵌枣糕在坟堆上滚来滚去，传说是为死去的老人抓痒痒。晋中的介休等地，上坟时供品为面饼，形如盘蛇。回家后将面饼放在院里，吹晒干以后再吃。老人们讲究可治病，其源盖出于寒食禁火的缘故。
晋南地区上坟后，回家时要拔些麦苗，并在门上插松枝柏叶或柳条以辟邪。晋北地区多插柳条。还有的地方，在坟上也插一些柳条。
清明节，晋南地区民间要蒸大馍，中夹核桃、红枣、豆子之类，称为「子福」。取意子孙多福，全凭祖宗保佑。家家还要做黑豆凉粉，切薄块灌汤而食。铲萎蕤草，在炕席上搓拉，名曰驱蝎。晋东南地区，人人头上插柳枝枯叶。妇女要用描金彩胜（头饰）贴在两鬓。晋北地区，习惯生黑豆芽，并用玉米麵粉包黑豆芽馅食用。晋西北地区讲究用黍米磨麵作饼，俗称“摊黄儿”，吕梁地区在清明后一天，要接女邀婿，俗称“清新火”。 
河曲县清明节以黍米磿麵作饼，称为“摊黄儿”。寿阳县清明节，男女儿童皆剪彩纸成串戴在头上，据说这是古代“彩胜”的遗风。翼城县民预煮黑面凉粉，于清明节切薄片，淋上汤汁来吃。解州女子在清明時，停止一切女红，据说此日动针线者可能會受到鬼神懲罰而失明。平陆县儿童清明节头上以麦繫頭髮，祈求长寿。

#### 河北
在冀北的扫墓，讲究“早清明，晚十一（农历寒衣节）”。上坟烧紙錢，在清明前一個禮拜就开始了，而清明当天已很少有人去扫墓了。冀南地区则选择在清明节的前一天寒食节掃墓。

#### 北京
燕京大覺寺中的玉蘭花會於每年的清明前後綻放，持續到谷雨，因此，大覺寺玉蘭是北京春天踏青的勝景。

#### 四川
四川都江堰放水節祭祀大典，祭祀李冰父子清明會（二王庙廟會）（成都都江堰）。

#### 湖南
长沙府清明插柳，称为“记年华”。永州府清明节凌晨汲水，经数月味色不变，用以造酒尤佳。新田县农谚：“清明晴，万物成”。

#### 上海
上海清明節的主要活動是掃墓、踏青，每年清明前後祭掃出行人次近千萬。由于改革开放推动公墓化的兴盛，而相关选址以外省的蘇州、嘉興等地为主。因此前往上述区域的人次達到一百餘萬之多，从而在清明前後数天往往会造成出省交通的擁擠。
此外，青團是江南地区的清明时令点心。其主体由糯米粉制成，经青艾（草头汁）调和而呈绿色糕团，一般为豆沙馅或芝麻馅。食用时保留了寒食的习惯。对上海人而言，青团是清明祭祖时必不可少的供品。

#### 苏州
苏州清明节与上海必较相近，会吃青团子之外，还有一个时令菜色螺蛳。苏州民间俗话说：“清明螺，赛只鹅。”农家有清明吃螺蛳的习惯，把螺蛳用清水浸去泥沙洗净，加葱姜油炒、煮熟，吸食。如用针挑出食，叫“挑青”。把螺蛳壳扔到房顶上，滚动声响能吓老鼠，有利于清明后的养蚕。

#### 福建
福建福州人在清明節期前後，會去郊外踏青，為祖先掃墓、燒冥紙、壓墓紙、培土。主要為祖先的墳地鋤草、培土，有的人還會在墳邊種一棵長青松柏或其它樹木。最後一道程序是壓墓紙，就是在墓頭上壓一些墓紙，表示此墓已由後代子孫祭拜過，或向路人表示此墳後繼有人，閩諺云：「墳前致祭酒三杯，點滴何曾到棺材；地下料應無幣廠，只好人間造錢財。」講述了燒冥紙與壓墓紙的功用。掃墓歸來時，需在墓旁或歸來路上折一松枝或柳條，插在家門口，向鄰人說明已履行了掃墓祭祖的責任。福州人清明節習俗中掃墓祭祖供奉供品除了有光餅、豆腐和麵點等，有一供品是絕對少不了的，即福州特製的「菠菠稞」，用菠菠粿來祭祀祖先，互贈親友，是福州清明特有的風俗之一。
福建莆田人在清明節掃墓、踏青和演出「清明戲」，莆田話稱掃墓為「上墓」，在莆田人掃墓的祭品中，必備「清明龜」和「卷」。「清明龜」是用麵粉和糖加工捏成一塊塊粉塊，然後把它用木刻的龜印印成龜形，蒸熟而成。寓有祖先靈氣長存，子孫平安長壽之意。「卷」也是用麵粉加工成約三寸長的長方形面塊，當中壓一條小線，蒸熟後這條小線會自動展開恰似書卷的形狀，上面印著「紅花」，預祝一家紅火，子孫好學上進。清明節早晨，莆田人上山為祖先祭墳、壓墓紙、培土，幫祖先的墳地鋤草。祭墓完成後，會折下一叢松柏葉帶回來，以示枝榮葉茂，一家順意，子孫昌盛。上墓祭祖完畢的當天中午，在家裡廳堂或祖厝也要準備好五果六齋，祭拜祖先神明。知名的「清明戲」有《白蛇傳》、《拾玉鐲》和《人面桃花》，內容都和清明節相關。
福建閩南並不一定在清明節掃墓，掃墓日期一般有兩種，泉州習俗是在清明節前後幾天，漳州則有部分人士會選在三月初三的小清明節（上巳節）附近掃墓，閩南人掃墓也不執著於哪一個特定的日子，因須宗族親戚共赴祭掃，所以在清明或小清明前後半個月內，都是正常情況。客家人的日子更不固定，農曆過年後。
閩南習俗，沿途不得已而踩踏他人墳塚，都是允許的，但必須呼喊「借過」，找到祖墳時，先徒手禮拜，告知守墳的土地神與先人要開始掃墓了，清理墳墓環境，翦除雜草亂木，甚或修補墓園，如梁柱、墓碑裂縫，補漆墓碑的字跡，完成後，先祭拜土地神，然後燒香祭祖，通常掃墓除了線香、蜡烛、紙錢、燒酒、鮮花之外，是不設供品的。如果設置了牲禮、粿餅等供品，則稱為「培墓」。「培墓」一次，必須要一連三年都「培墓」，通常是新墳、新葬、撿骨或家族成員榮登金榜（考取知名大學、公務員等）或結婚生子，才會「培墓」。少數閩南人會準備水果、白煮蛋、茶與香菸等供品祭拜。祭拜完後，在墳墓上用小石頭壓上「墓紙」，代表已經將墳墓修繕完畢。如果是「培墓」或者有準備白煮蛋（或鹹鴨蛋）祭祖者，會將蛋殼丟在墓碑上或者墓丘之上，象徵脫殼重生、生生不息，或者擲蚌殼、蛤蜊殼，亦為同樣意義。
清明節當天一般是不煮食物，只喫冷的潤餅、「紅龜粿」或「草仔粿」，這是源於寒食节的習俗。早年流行「揖墓粿」，「揖」是閩南語「猜」之意，世家門閥掃墓，必定「培墓」，準備許多供品，尤其是「紅龜粿」或「草仔粿」，稱為「墓粿」。掃墓祭祖完畢，就召集附近的牧童甚至是兒童，掃墓者出謎語要其回答，或者與其猜拳，如牧童獲勝，即可得到一枚「墓粿」，輸了就得離開，是謂「揖墓粿」。但演變至後，通常牧童會講「祝尊府添丁大發財」之類的吉祥話，掃墓者就會給一枚「墓粿」了。此風流行甚早，戰國時代《孟子》書中就有貧者向掃墓者乞討食品的故事，而這習俗有布施貧童，為先人累積冥福之意；另也是希望墓園附近的孩童不要惡作劇破壞墓園。早期泉漳、臺灣盛行此俗，相鄰的墳墓都會盡量發放「墓粿」，以多者稱雄。
大致上長輩不掃晚輩墳墓，也有破例的方法，長輩只掃墓、除草、隨意灑上墓紙，並插香，說：「今日途經此地，你的後生晚輩（兒子、女兒，或直接稱「世細」，晚輩之意）託我帶一枝香給你。」然後焚燒冥紙即離去，一般是不設供品，更不可以作揖、禮拜。但如同行中有輩份較低者，長輩站在一旁觀禮，直接請輩份較低者向死者上香設供、作揖、叩首亦可。
節氣的清明為「正清明」、三月初三上巳為「小清明」、八月初一為「大清明」。

#### 廣東
廣州廣府人向來重視清明掃墓，有在正清明當日「行清」的習俗。「行清」與踏青不同，踏青是郊遊，「行清」則是一族人一起約定那一天齊齊去掃墓。拜墓時，人們要攜帶酒食果品、紙錢漢墓紙等物品到墓地，將食物供祭在先祖墓前，再將紙錢焚化、壓上墓紙，為墳墓培上新土，折幾枝嫩綠的新枝插在墳上，然後叩頭行禮祭拜，最後吃掉酒食回家。廣州人祭墓完後，分了豬肉，並不算完成了拜祭形式，將豬肉帶回家後，配上清明時節的菜蔬「清明蕎菜」去炒著吃，還有不嫌麻煩的人家另外用這個「清明蕎菜」配一些雞蛋絲燒肉絲包成春卷炸來吃，吃完了這些菜肉，這一年的「行清」任務才算完成。
惠州地區在清明除了踏青、祭祖、掃墓等習俗外，還有身帶抹草、包艾粄吃的特有習俗。在惠州本地習俗中，焚燒錢帛以及供奉「三牲」、斂糕等都是不可或缺的傳統做法。除了用斂糕祭拜先人外，清明節吃艾粄也是惠州的傳統風俗。清明節的艾粄被稱為「清明粄」。清明前後，惠州許多人家門前都插著柳枝，這是惠州的老風俗—插柳。惠州人相信，柳枝和桃樹、菖蒲、艾蒿等花木一樣，都具有辟邪作用，所以清明時節身插柳枝與身帶抹草一樣，是為了祛穢。
東莞地區的清明節風俗有拜山和吃艾粄。在東莞，清明期間掃墓叫「拜山」（粵語），也叫「掛紙」（客家話）。祭墓的祭品比較講究的有蘋果（代表平安），甘蔗（代表節節高升）和乳豬（代表全家富貴）。東莞客家人在清明節吃艾粄有不同的意義說法，而在東莞鳳崗，傳說是因為清明時節雷雨特別多，吃了艾粄就不怕被雷劈。也有說法為吃了艾粄小孩子會更乖。
潮汕地區在清明節習俗有「過紙」（掃墓）、「踏青」、「插柳」、「蒸朴籽粿」、「食薄餅」和「食潤餅」。在潮汕地區，清明掃墓又叫「過春紙」，與冬至掃墓有別，冬至掃墓則稱為「過冬紙」。潮汕人「過紙」時間通常在清明節前後各三天這段期間進行，當中以清明正日過者為最多。潮汕人掃墓，要先拜土地公，然後才開始祭拜自己的先人。祭拜時，先將墓前、墓身雜草拔除，填土整墳，打掃乾淨，用「銀跦」、「沙綠」（紅綠油漆）精工填補墓碑上的凹刻文字（俗稱「妝墳碑字」），除先人名字用綠色油刷外，其餘的字都用紅油塗寫。不少潮汕人擺放的供品中還要有燙熟的蚶和粿品。祭拜後會在儀式結束後把鮮蚶吃完，並把蚶殼撒在墓堆上表示「合賺」，因為潮汕人把蚶殼稱為「蚶殼錢」，撒在墳頭將它作為冥錢用。掃墓完畢後，到近城時就要把姓氏燈籠點亮，叫做「添丁」，若祖墳有多處，就在最親的祖墳拜祭，其餘各墳只「壓墓紙」而已。潮汕人「過紙」時往往子孫成群到墓地祭拜，人數越多越感到光彩，如果「過紙」時逐年人數減少，就會被認為是衰敗的景象。因此，外出子孫們，即便是在千里之外的潮籍僑胞也會回鄉「過紙」，以示不忘先人，不忘故土，也期盼家族興旺。
過去時期，梅縣地區客家人的掃墓時間，通常不在清明，而是在農曆二月或九月。

### 香港
清明在香港是當地的節日及公眾假期，香港人會到祖先墳前，燒香燭、焚冥鏹和壓墓紙，祭物多為鮮花、水果、燒豬或豆腐。市民時常為避免人多擠迫，習慣提早數星期拜山，並不一定恪守清明當日掃墓祭祖的傳統。
近數十年，香港市民為先人清除墳前雜草時，不少人相信「火燒旺地」的風水說法，放火燒雜草，結果引發多宗嚴重森林大火，備受社會關注。2007年更有團體要發動「清明無山火誓師大會」，呼籲市民勿再放火除雜草。

### 澳門
清明（葡萄牙語：Cheng Ming (Dia de Finados)）在澳門是當地的節日及公眾假期。由於澳門本地墓園地方相當有限，新墓場的落成量甚少，也趕不上澳門近年來城市發展的步伐和其帶來的人口劇增，導致不少澳門人會到鄰近的城市珠海購買墓地。珠海一項調查發現，最靠近拱北口岸的合羅山公墓和仙峰山墓園裡被埋葬的都以澳門市民居多。以合羅山公墓为例，澳門市民約佔六成。

### 臺灣
在臺灣人之中，有五成以上為閩南後裔，故大部分人掃墓習俗與閩南相同。
另外，民眾由於不同的祖籍與族群（福建泉州閩南人、漳州閩南人、潮汕人、客家人、臺灣本地人等），掃墓日期迥異，民眾並不一定會在這一天掃墓，例如客家人春節開始即可掃墓，漳州人則在上巳節（小清明）掃墓。而且因為要集合宗族親戚共赴祭掃，臺灣人向來自行調整掃墓時間，在清明或小清明前後半個月內，都是正常情況。
二戰後，中華民國政府原本規定清明節不放假。:1951972年，政府將「清明節」改訂為國定假日，放假一天。1975年4月5日蔣中正過世，將蔣中正逝世紀念併於此日舉行。此後，愈來愈多宗族依其祖俗、並顧慮到現代社會工作假期的配合，而選在清明節齊聚祭祀。在清明節這一天掃墓、祭祖，遂在臺灣成為文化習俗之一。
民間清明節掃墓可分成兩種儀式，「掛紙」及「培墓」（puē-bōng/puē-bōo/pěr-bōo）。掃墓在閩南話稱揫墓（tshiû-bōo）、拜墓（pài-bōng）、上墓（tshiūnn-bōo）、挂墓紙（kuì-bōo-tsuá）、硩墓紙（teh-bōng-tsuá）、探墓厝（thàm-bōng-tshù/thàm-bōo-tshù）等。
各地閩南人掃墓禁忌不同，清理土葬墳墓常常需要跋山涉水，耗費大量體力，通常會喫飽了才上山掃墓，古時掃墓時有寒食的遺風，一般不開火煮飯，掃墓者食用生食、草粿、潤餅、刈包等；直到掃墓完才開火煮飯，喫熟食；但不知為何，傳言變成掃墓前必須禁食，可謂無稽之談。
一般都必須先祭拜土地神才祭拜祖先，但先祖如為高官或生前有爵位，則先祭祖，並可燒壽金。再祭拜土地神。
通常除了線香、蠟燭、紙錢、燒酒、鮮花之外，是不設供品的。也會準備水果、白煮蛋（或鹹鴨蛋）、茶與香菸等祭拜。通常水果不用蕃茄、番石榴、釋迦，如同祭祀神靈；也有人不用鳳梨，因鳳梨意為「旺來」，說怕是墳墓興旺（死者多）。
一座合葬的墳墓，以墓碑為主，比如墓碑寫「張公諱三之墓」，墓主就是「張三」；如只寫「某姓祖宗之佳城」者，以其中輩份最高者為墓主。燒紙錢或是祭祀，皆以墓主為準。比如某甲去掃家族墓（佳城），墓中有某甲之父、某甲之子的遺骨，某甲之父為墓主，故此次掃墓視為某甲祭父，完全可以行禮、叩首。又假設某甲之父死亡一年（火葬後置入）、某甲兒子死亡十年。則某甲去掃墓時，只燒大銀等銀紙。
如犯了禁忌，就採一株青草，含在口中（或者嚼一嚼），說「不識代誌，無禁無忌」（不懂事，不犯禁忌），然後吐掉。
掃墓在客家話中稱「掛紙」（意指將墓紙壓在墳塋上的意思）、「掛地」、「打醮墓」臺灣客家人掃墓習俗不同於閩南人，在不同地區又有不同的掃墓文化，時間不固定。臺灣北部桃竹地區的客家人（尤其是新竹地區），多半選在天穿日之後；苗栗和臺中一帶的客家人通常在元宵節次日之後至清明前，也有些在新春大年初一或大年初二就開始掃墓；而南臺灣六堆一帶的客家人，則由福德伯公生到清明之間任選一天來掃墓。

### 新加坡

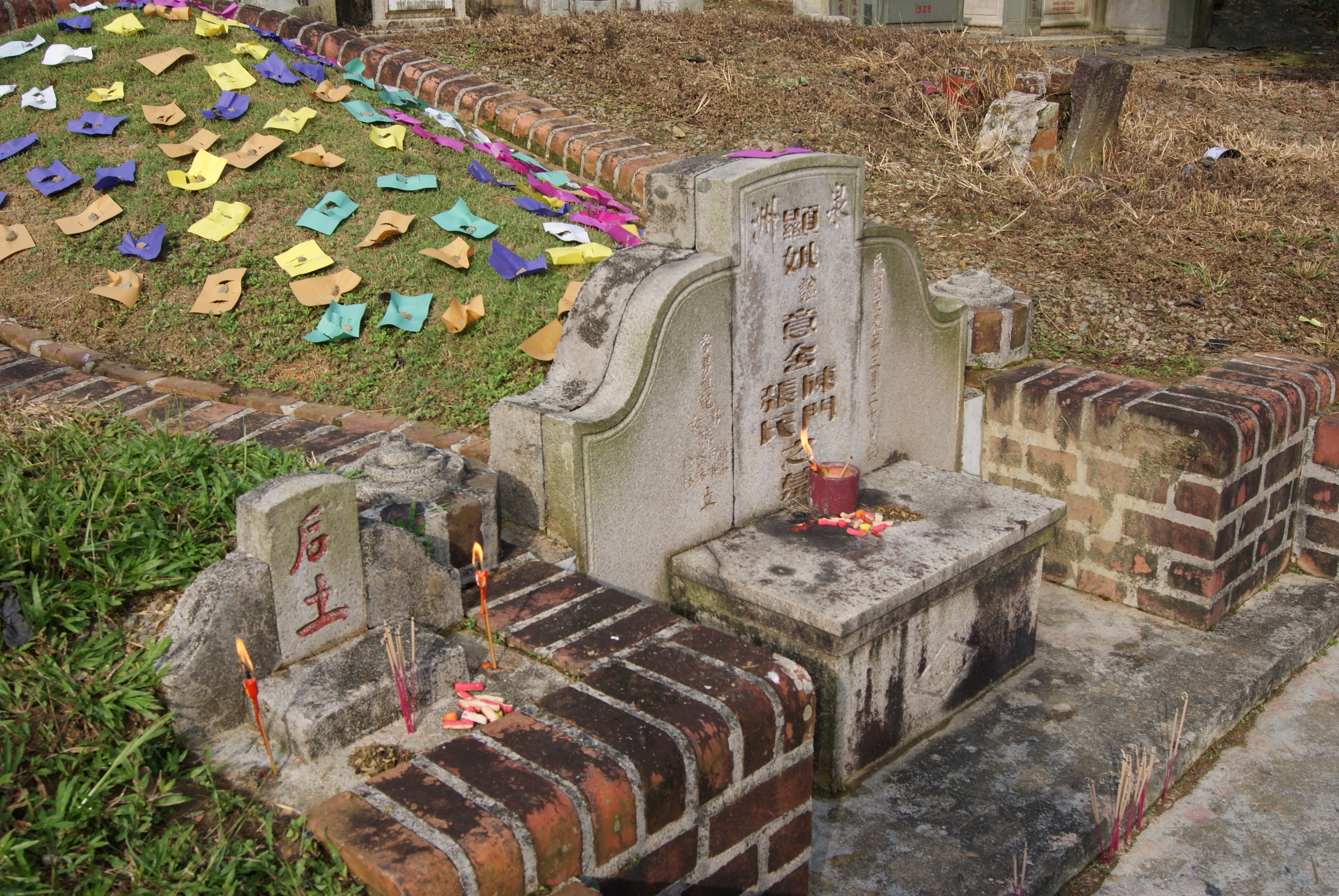
新加坡閩南泉州裔華人在祖先墳上壓上彩色墓紙

東南亞地區擁有獨特的宗鄉會館文化，其形成與華僑的清明節祭祖傳統密切相關。正是爲了處理同胞的身後事，早年闖蕩南洋的華人共同凑錢置地，建“義山”（免費公墓），蓋大伯公（土地神）廟，以實現共同的祭祖願望，由此逐漸形成對東南亞華人社群起到凝聚作用的宗鄉會館文化。
不過，在华人約占總人口75%的新加坡，由於土地資源有限，新加坡政府自1960年代起采取了移風易俗的措施，倡導華人改土葬爲火葬，並在郊區建造了大型骨灰瓮安置所，市區內的墳場因此漸漸消失。如今若要土葬，買一處政府提供的墳地約需坡幣六七千元（坡幣1元約合0.8美元），不僅費用高昂，而且使用期只有15年。
新加坡華人主要為閩南人，至今仍按照傳統儀式掃墓，多半為閩南儀式。每逢清明時節，新加坡華人多會舉家出行，親戚朋友相邀同往，坐滿一、兩輛小貨車浩浩蕩蕩去掃墓，大多先祭祀土地神。然後在親人墓前擺上酒食、果品和鮮花，燃起香燭，壓上墓紙，再將紙錢焚化，磕頭行禮，最後當場將酒食、肉類、水果喫完回家，一般會準備五牲祭拜祖先，當中少不了蛤、螃蟹、鸡、鸭等。祭拜完畢便當場剝蛤吃，然後把蛤殼丟在墳前，表示子孫已來掃過墓。
回中國尋宗認祖、祭拜先人，則是近一二十年新加坡華人興起的潮流。在清明節前，祖籍海南的新加坡華人見面時往往會用家鄉話互相詢問：“回屋（家鄉）做清明不？”

### 馬來西亞
清明是馬來西亞華人最為關注的節慶之一，僅次于農曆新年，很多在外打工的遊子都會回鄉按照傳統上山掃墓。清明節在馬來西亞并不是公共假日，所以當地華人都會提早一兩個星期的週末假日上山掃墓，清明正日前的週末人潮最為擁擠。
當地華人通常會出動全家人，兩三輛車載著祭品到義山、公冢或靈骨塔去。一般上他們會先祭拜大伯公（或稱后土，福德正神）。
之後把墳墓上的雜草除去、打掃乾淨，再為褪色的墓碑文字補上漆，然後奉上三牲，水果、糕點和茶酒，燒香點蜡烛，再依照輩分依序上香跪拜，在墓碑上壓上墓紙，最後焚燒紙錢、紙紮祭品。
新加坡和馬來西亞華人的墓碑碑文都會完整交代阴宅主人的姓名、祖籍（例：福建、廣東、漳州、泉州、同安、安溪、南安、泉安、海澄、詔安、潮州、潮陽、普寧、惠陽、瓊州、梅縣、海豐、陸豐、信宜、南海、番禺等）、身份、子孫、安葬日期，墓碑的高和宽、字体的尺寸大小，也受到传统信仰以丁兰尺订吉凶的限制。

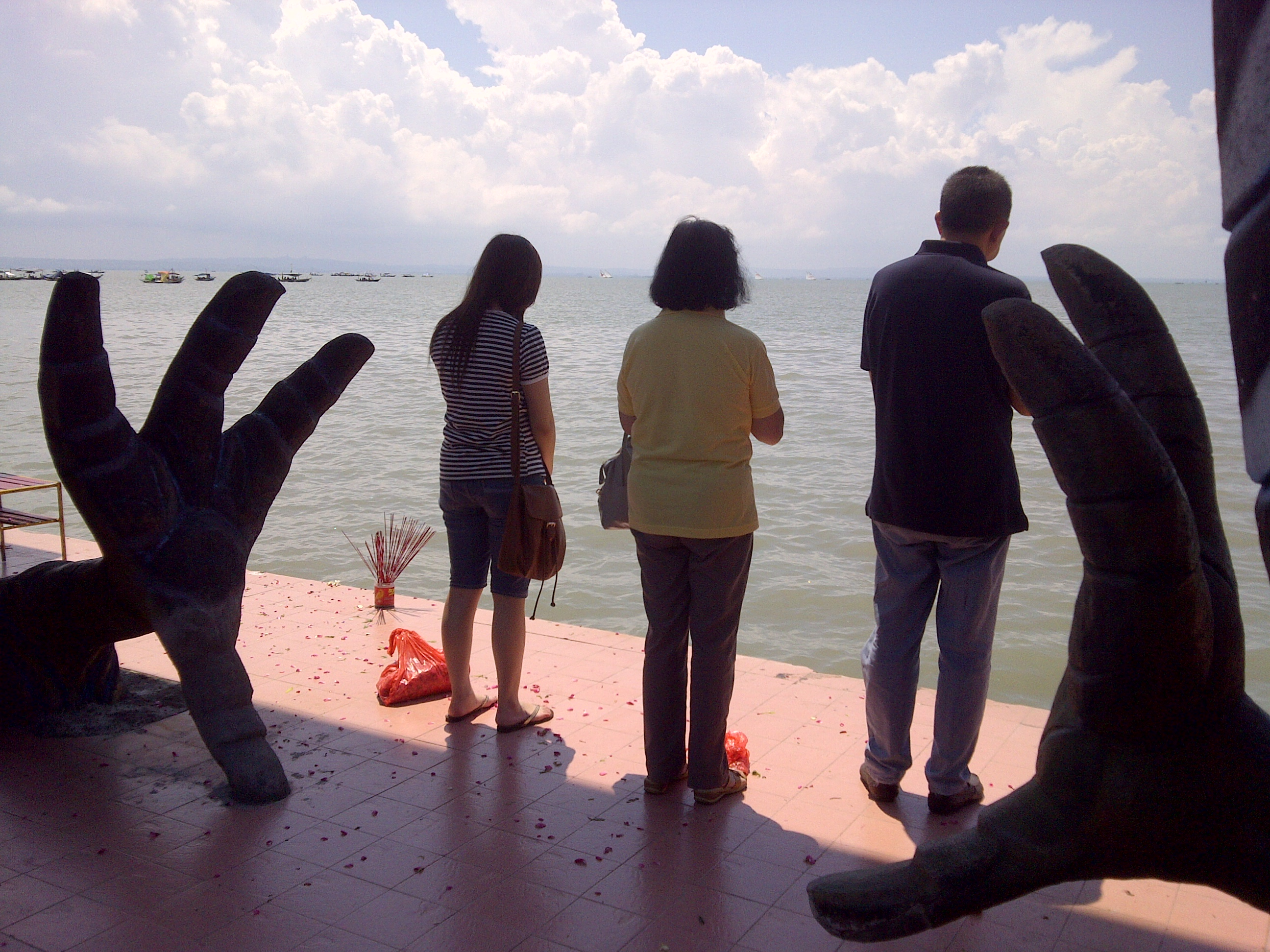
印尼華人清明祭祀

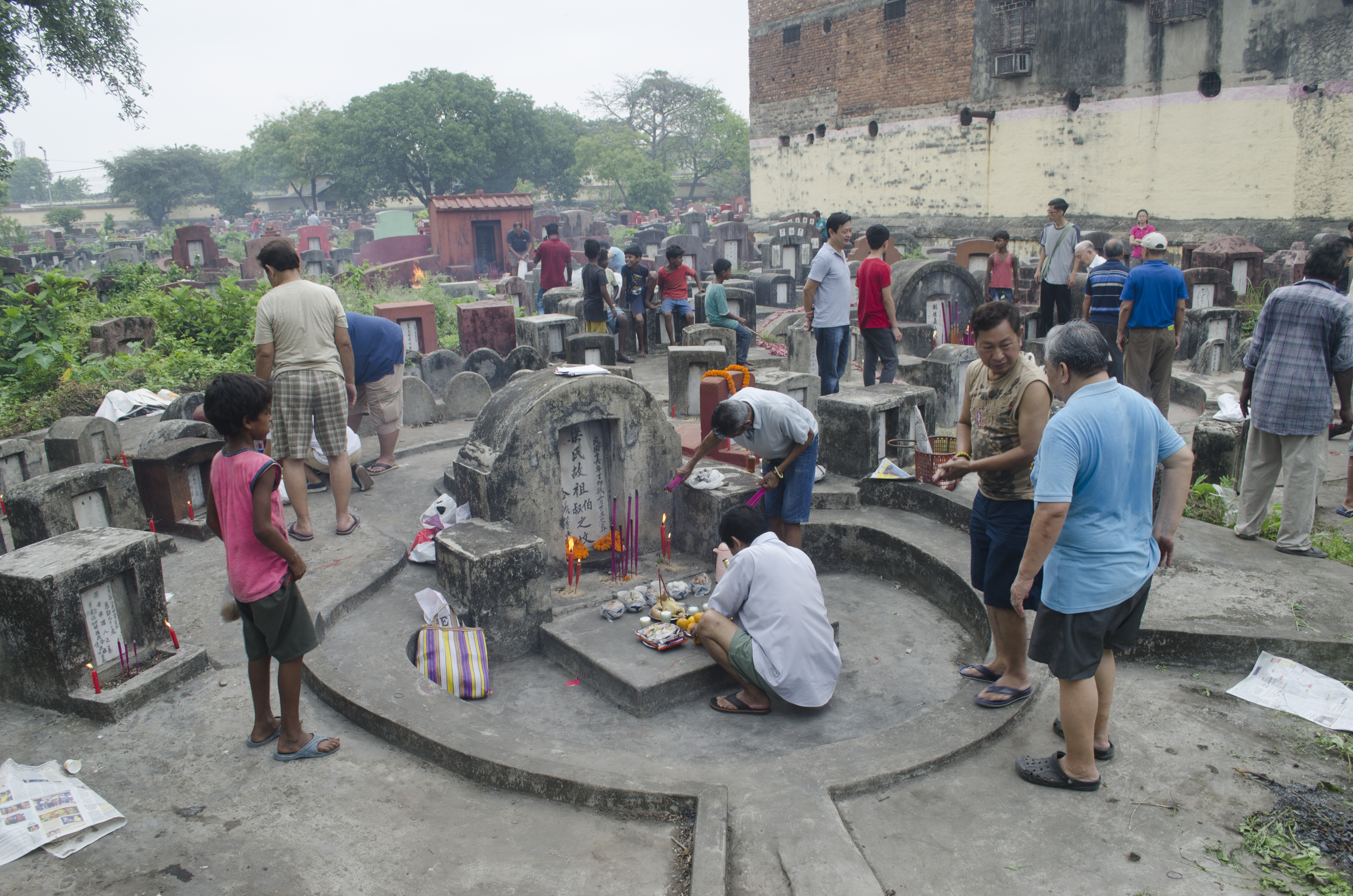
印度華人於加爾各答的墓園祭墳

## 文學
在中国文学中，清明節經常會提到。其中最著名的可能是杜牧（803年－852年，字牧之）的「清明」詩：
| 繁体字 | 簡體字 | 汉语拼音                      | 英文翻譯                                                     |
| ------ | ------ | ----------------------------- | ------------------------------------------------------------ |
|        |        | qīng míng shí jié yǔ fēn fēn  | Drizzling during Qingming                                    |
|        |        | lù shàng xíng rén yù duàn hún | Dwellers on the road seem lifeless                           |
|        |        | jiè wèn jiǔ jiā hé chù yǒu    | Please sir, where can I find a bar                           |
|        |        | mù tóng yáo zhǐ xìng huā cūn  | A herdsboy pointing to a village afar - the Apricot Flowers. |

## 日期
清明節的日期是以節氣「清明」所在的日期為準，其變化如下
- 西元1912－1943年，連續3年在4月5日、1年在4月6日；(逢閏年與閏年後2年為4月5日)
- 西元1944－1975，都在4月5日
- 西元1976－2007，連續3年在4月5日、1年在4月4日；(逢閏年為4月4日)
- 西元2008－2039，連續2年在4月4日、2年在4月5日；(逢閏年與閏年後1年為4月4日)
- 西元2040－2071，連續3年在4月4日、1年在4月5日；(逢閏年與閏年後2年為4月4日)
- 西元2072－2099，都在4月4日。